# Winterthur (Delaware)
Winterthur ist ein gemeindefreies Gebiet («Unincorporated Area») im New Castle County im US-Bundesstaat Delaware.

## Name
Das Gebiet ist nach dem gleichnamigen Museum benannt, das seinen Namen wiederum von Winterthur hat, der sechstgrößten Stadt der Schweiz.
Jacques-Antoine Biderman (* 1790) siedelte als erster Schweizer in dieses Gebiet über. Er war Sohn von Jacques Bidermann (1751–1817), dessen Onkel Jakob Bidermann 1720 von Winterthur nach Genf übersiedelte, um dort ein Geschäft aufzubauen. Der Vater selbst hatte auch während seiner Zeit in Paris enge Geschäftsbeziehungen nach Winterthur und stieg im Verlauf der Französischen Revolution zum «Directeur des subsistances générales de la République pour le service du ministre de la guerre», bevor er diese Stellung in der ersten Krisen der neuen Republik wieder verlor.

## Geografie
Der Ort liegt am Brandywine Creek State Park am Brandywine Creek, der in Pennsylvania entspringt. Winterthur liegt nördlich von Wilmington nahe der Grenze zu Pennsylvania an der Kreuzung der beiden Delaware Routes 92 und 100.

## Verkehr
Winterthur wird von der Buslinie 10 der Delaware Transit Corporation (DART) angefahren. Die Gemeinde liegt etwa 15 Minuten mit dem Auto vom Bahnhof Wilmington entfernt sowie 40 Minuten vom Philadelphia International Airport.

## Kultur und Freizeit
Winterthur besitzt ein Kunstmuseum auf dem großen Landsitz der Familie DuPont mit mehr als 85.000 Skulpturen und einen daran angeschlossenen Park, das Winterthur Museum and Country Estate. Das Museum beinhaltet eine der bedeutendsten Sammlungen von Americana der Vereinigten Staaten.
Außerdem liegen die Golfplätze Wilmington Country Club und Bidermann Golf Course nahe der Gemeinde.